# Molguloides monocarpa
Molguloides monocarpa är en sjöpungsart som först beskrevs av C.S. Millar 1959.  Molguloides monocarpa ingår i släktet Molguloides och familjen kulsjöpungar. Inga underarter finns listade i Catalogue of Life.